# Rob Garcia
Rob Garcia (* 1969, eigentlich Robert Garcia) ist ein US-amerikanischer Jazzmusiker (Schlagzeug, Komposition).

## Leben und Wirken
Garcia wuchs in Pelham auf; sein Vater, ein Architekt, besaß eine Plattensammlung mit Musik der 1920er- und 1930er-Jahre von Louis Armstrong, Duke Ellington und Bix Beiderbecke. In seiner Jugend hörte er Rockmusik, der The-Who-Drummer Keith Moon inspirierte ihn, Schlagzeuger zu werden. Er hatte dann Unterricht bei Bob Merigliano und besuchte mit seinem Vater die Jazzclubs New Yorks, wodurch er sich wieder dem Jazz zuwandte. In den folgenden Jahren wurden Charli Persip, Steve Davis und Adam Nussbaum seine Lehrer. Den Bachelor erwarb er an der New York University, den Master of Music an der SUNY Purchase.
Ab den 1990er-Jahren war Garcia dann in der Jazzszene New York und vor allem Brooklyns aktiv; erste Aufnahmen entstanden 1995 mit The Splendid Jazz Band. In den folgenden Jahren arbeitete er mit Musikern wie Wynton Marsalis, Joseph Jarman, Anat Cohen, Sam Newsome, Judi Silvano, Woody Allen (Wild Man Blues), Howard Alden, Lynne Arriale, Brad Shepik, John Benitez, John Bunch, Dena DeRose, Chris Cheek und Vince Giordano. Des Weiteren legte er unter eigenem Namen bislang fünf Alben vor, davon drei mit seiner Band Rob Garcia 4 auf Brooklyn Jazz Underground Records. Mit der Formation trat er in Clubs wie Iridium Jazz Club, Kitano, Smalls, The Rex, Cornelia Street Cafe und im Firehouse 12 auf, ferner auf dem JVC Jazz Festival, dem New York Jazz Festival und dem Vision Festival. Außerdem erhielt er Stipendien von Meet the Composer, DCA und New York State Council on the Arts.
Garcia gehörte zu den Gründern der gemeinnützigen Organisation Connection Works, die er leitet und Jazzkonzerte und musikpädagogische Veranstaltungen organisiert. Außerdem ist er Mitglied der Initiativen Brooklyn Jazz Underground und der Douglass Street Music Collective. Weiterhin arbeitet er im spirituellen Bereich als Heiler; so erwarb er einen Abschlüsse an der IM School of Healing Arts und am Institute for Integrative Nutrition.
Im Bereich des Jazz war er zwischen 1995 und 2014 an 40 Aufnahmesessions beteiligt, u. a. mit Stephan Crump, Peck Allmond, Marty Grosz, Vince Giordano, Catherine Russell, Biagio Coppa und zuletzt mit Gary Lucas’ Fleischerei Featuring Sarah Stiles. Gegenwärtig (2019) leitet er ein Quartett dem Noah Preminger, Gary Versace und John Hébert angehören; außerdem arbeitet er mit Phillip Johnston & The Silent Six.

## Diskographische Hinweise
- Place of Resonanc (Consolidated Artists Productions, 1998)  mit Michel Gentile, Matt Renzi, David Kikoski, Miri Ben-Ari, Michael Formanek
- Rob Garcia's Sangha: Heart's Fire (Connection, 2007), mit Michel Gentile, Adam Kolker, Daniel Kelly, Ken Wessel, Dave Ambrosio, Yoon Sun Choi
- Noah Preminger/Masa Kamaguchi/Rob Garcia Background Music (Fresh Sound New Talent, 2010)
- Rob Garcia 4: The Drop and the Ocean (BJU, 2011), mit Noah Preminger, Dan Tepfer, John Hébert
- Rob Garcia 4: The Passion of Color (BJU, 2014), mit Noah Preminger, Dan Tepfer, Joe Martin
- Finding Love in an Oligarchy on a Dying Planet (Brooklyn Jazz Underground Records, 2016), mit Noah Preminger, Gary Versace, Masa Kamaguchi, Joe Lovano, Kate McGarry, Brendan Burke
- Drum Solos for Dancers Only (Connection Works Records, 2018)
- Illumination (2020), mit Noah Preminger, John O’Gallagher, Marcos Varela